# Sunshine on Leith (musikalbum)
Sunshine on Leith är ett studioalbum av The Proclaimers, släppt 1988. "I'm Gonna Be (500 Miles)" blev den stor hit. Blev en hit i USA 1993 då den var med i soundtrack till  Benny & Joon. Sången "Sunshine on Leith" har blivit en signaturmelodi för området Leith i Edinburgh. Charlie och Craig Reid i gruppen har bott där. Under Hibernian FC:s hemmamatcher sjungs låten.Det har gjort både en musikal med Proclaimers låtar 2007 och 2013 gjorde en film också båda med namnet "Sunshine on Leith".

## Låtar
1. "I'm Gonna Be (500 Miles)" – 3:33
2. "Cap in Hand" – 3:24
3. "Then I Met You" – 3:50
4. "My Old Friend the Blues" – 3:06
5. "Sean" – 3:23
6. "Sunshine on Leith" – 5:16
7. "Come on Nature" – 3:34
8. "I'm on My Way" – 3:45
9. "What Do You Do?" – 3:38
10. "It's Saturday Night" – 3:24
11. "Teardrops" – 2:32
12. "Oh Jean" – 5:55
13. "King of the Road" – 2:45  (bonuslåt på 2001 nysläpp)

## Singlar
| År   | Låt                        | Listplacering     | Listplacering            | Listplacering    |
| År   | Låt                        | Billboard Hot 100 | Modern Rock Tracks chart | UK Singles Chart |
| 1988 | "I'm Gonna Be (500 Miles)" | –                 | 21                       | 11               |
| 1988 | "Sunshine on Leith"        | –                 | –                        | 41               |
| 1989 | "I'm on My Way"            | –                 | –                        | 43               |
| 1993 | "I'm Gonna Be (500 Miles)" | 3                 | 8                        | –                |